# Schaden (Marktschellenberg)
Schaden ist seit 1969 ein Gemeindeteil bzw. eine Gnotschaft des Marktes Marktschellenberg im oberbayerischen Landkreis Berchtesgadener Land.

## Geschichte
Vermutlich bereits ab Ende des 14. Jahrhunderts war Schaden ein Gnotschaftsbezirk des Marktes Schellenberg, dem zweiten Hauptort des Berchtesgadener Landes, das ab 1380 das Kernland der Reichsprälatur Berchtesgaden und der später eigenständigen, reichsunmittelbaren Fürstpropstei Berchtesgaden (1559–1803) bildete. Nach drei kurz hintereinander folgenden Herrschaftswechseln wurde 1810 das Berchtesgadener Land mit seinen Gnotschaften dem Königreich Bayern angegliedert. Von 1803 bis 1817 noch Ortsteil der in Schellenberg Markt umbenannten Gemeinde, war Schaden anschließend für ein Jahr ein Ortsteil der aus der „Urgnotschaft“ gebildeten Gemeinde Ettenberg und wurde 1818 der neuen Gemeinde Schellenberg Land angegliedert, die am 1. März 1911 in Landschellenberg umbenannt wurde. Landschellenberg vereinigte sich noch vor der allgemeinen Gebietsreform in Bayern am 1. Oktober 1969 mit dem einstigen Hauptort Marktschellenberg und der Gemeinde Scheffau zur neuen Gemeinde Marktschellenberg. Seither ist Schaden ein Ortsteil bzw. eine Gnotschaft des Marktes Marktschellenberg.